# Кастильо Ранхель, Хесус
Хесус Кастильо Ранхель (исп. Jesús Castillo Rangel; 24 октября 1896 — 20 декабря 2017), также известный как Дон Чучито (исп. Don Chuchito) — мексиканский революционер и долгожитель. На момент своей смерти в возрасте 121 года он считался старейшим мужчиной в Мексике, этот рекорд был зафиксирован в Главном архиве мексиканской нации.

## Биография
В момент начала Мексиканской революции Хесусу Кастильо было всего 14 лет. По его утверждению, в первые её дни он был военным на стороне каррансистов, а затем сражался «бок о бок» с Сапатой. Кастильо вдохновял его лозунг «земля принадлежит тем, кто её обрабатывает», а также он верил в итоговую победу Сапаты.
В 1924 году, после революции, Кастильо познакомился с Фиденсией Моралес, своей будущей женой. Она родила ему двоих детей: Родольфо и Альфредо. Преследования участников революционного движения со стороны землевладельцев вынудили супругов перебраться в Консепсьон-дель-Оро (штат Сакатекас). Стремясь обезопасить себя в Соконуско, они оставили двоих своих детей на попечение знакомых, о которых больше никогда не слышали. По словам Кастильо, преследовавшие их за участие в революции люди сожгли их дома.
Супруги несколько лет прожили в Консепсьон-дель-Оро, где занимались возделыванием земли. Впоследствии им пришлось перебраться в Акаюкан (штат Веракрус). Наконец, в 1989 году они поселились в Николас-Браво (штат Кинтана-Роо).
Дон Чучито, как прозвали его соседи, работал на земле, пока ему не исполнилось 106 лет. В 2012 году скончалась его жена Фиденсия Моралес, вместе они прожили 91 год.
В 2015 году Национальный институт по делам пожилых людей (Inapam) признал на национальном уровне Дона Чучито самым пожилым человеком в Мексике.
Хесус Кастильо умер 20 декабря 2017 года, как утверждается в возрасте 121 года, в Николас-Браво, где прожил последние 27 лет своей жизни   